# Президентские выборы в Италии (1964)

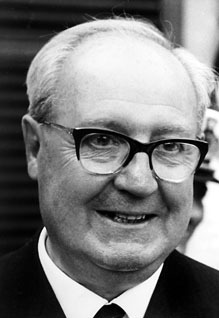
Джузеппе Сарагат

Президентские выборы в Италии 1964 года проходили в связи с отставкой по состоянию здоровья 6 декабря 1964 года президента Антонио Сеньи, избранного в мае 1962 года. В соответствии со статьёй 83 Конституции Италии, выборы президента Италии осуществляются парламентом на совместном заседании его членов. Для избрания кандидат должен получить большинство в две трети голосов членов собрания. После третьего голосования достаточно абсолютного большинства.
Выборы проходили с 16 по 28 декабря 1964 года, для избрания президента потребовался 21 тур голосования. В 21-м туре победу одержал Джузеппе Сарагат.

## 16 декабря 1964

### 1 тур
Присутствовало: 941, Голосовало: 933, Воздержались: 8.
Число голосов, необходимое для избрания: 642.
| Кандидат                   | Число голосов |
| -------------------------- | ------------- |
| Джованни Леоне             | 319           |
| Умберто Террачини          | 250           |
| Джузеппе Сарагат           | 140           |
| Гаэтано Мартино            | 55            |
| Аугусто Де Марсаниш        | 38            |
| Альчиде Малагуджини        | 34            |
| Аминторе Фанфани           | 18            |
| Паоло Эмилио Тавиани       | 11            |
| Марио Шельба               | 6             |
| Пустые бюллетени           | 39            |
| Отсутствующие бюллетени    | 19            |
| Недействительные бюллетени | 4             |

Ни один из кандидатов не набрал требуемого большинства, поэтому был назначен 2-й тур.

### 2 тур
Присутствовало: 944, Голосовало: 938, Воздержались: 6.
Число голосов, необходимое для избрания: 642.
| Кандидат                   | Число голосов |
| -------------------------- | ------------- |
| Джованни Леоне             | 304           |
| Умберто Террачини          | 251           |
| Джузеппе Сарагат           | 138           |
| Гаэтано Мартино            | 56            |
| Аминторе Фанфани           | 53            |
| Аугусто Де Марсаниш        | 36            |
| Альчиде Малагуджини        | 36            |
| Паоло Эмилио Тавиани       | 8             |
| Марио Шельба               | 6             |
| Пустые бюллетени           | 34            |
| Отсутствующие бюллетени    | 14            |
| Недействительные бюллетени | 2             |

Ни один из кандидатов не набрал требуемого большинства, поэтому был назначен 3-й тур.

## 17 декабря 1964

### 3 тур
Присутствовало: 944, Голосовало: 938, Воздержались: 6.
Число голосов, необходимое для избрания: 642.
| Кандидат                   | Число голосов |
| -------------------------- | ------------- |
| Джованни Леоне             | 298           |
| Умберто Террачини          | 253           |
| Джузеппе Сарагат           | 137           |
| Аминторе Фанфани           | 71            |
| Гаэтано Мартино            | 56            |
| Аугусто Де Марсаниш        | 38            |
| Альчиде Малагуджини        | 36            |
| Пустые бюллетени           | 36            |
| Отсутствующие бюллетени    | 31            |
| Недействительные бюллетени | 21            |

Ни один из кандидатов не набрал требуемого большинства, поэтому был назначен 4-й тур.

### 4 тур
Присутствовало: 943, Голосовало: 937, Воздержались: 6.
Число голосов, необходимое для избрания: 482.
| Кандидат                   | Число голосов |
| -------------------------- | ------------- |
| Джованни Леоне             | 290           |
| Умберто Террачини          | 249           |
| Джузеппе Сарагат           | 138           |
| Аминторе Фанфани           | 117           |
| Гаэтано Мартино            | 54            |
| Аугусто Де Марсаниш        | 41            |
| Альчиде Малагуджини        | 12            |
| Пустые бюллетени           | 28            |
| Отсутствующие бюллетени    | 8             |
| Недействительные бюллетени | 0             |

Ни один из кандидатов не набрал требуемого большинства, поэтому был назначен 5-й тур.

## 18 декабря 1964

### 5 тур
Присутствовало: 951, Голосовало: 945, Воздержались: 6.
Число голосов, необходимое для избрания: 482.
| Кандидат                   | Число голосов |
| -------------------------- | ------------- |
| Джованни Леоне             | 294           |
| Умберто Террачини          | 252           |
| Джузеппе Сарагат           | 140           |
| Аминторе Фанфани           | 122           |
| Гаэтано Мартино            | 54            |
| Аугусто Де Марсаниш        | 38            |
| Джулио Пасторе             | 13            |
| Пустые бюллетени           | 25            |
| Отсутствующие бюллетени    | 7             |
| Недействительные бюллетени | 0             |

Ни один из кандидатов не набрал требуемого большинства, поэтому был назначен 6-й тур.

## 19 декабря 1964

### 6 тур
Присутствовало: 947, Голосовало: 947, Воздержались: 0.
Число голосов, необходимое для избрания: 482.
| Кандидат                   | Число голосов |
| -------------------------- | ------------- |
| Джованни Леоне             | 278           |
| Умберто Террачини          | 249           |
| Джузеппе Сарагат           | 133           |
| Аминторе Фанфани           | 129           |
| Гаэтано Мартино            | 53            |
| Аугусто Де Марсаниш        | 39            |
| Джулио Пасторе             | 18            |
| Пустые бюллетени           | 36            |
| Отсутствующие бюллетени    | 10            |
| Недействительные бюллетени | 2             |

Ни один из кандидатов не набрал требуемого большинства, поэтому был назначен 7-й тур.

### 7 тур
Присутствовало: 948, Голосовало: 948, Воздержались: 0.
Число голосов, необходимое для избрания: 482.
| Кандидат                   | Число голосов |
| -------------------------- | ------------- |
| Джованни Леоне             | 313           |
| Умберто Террачини          | 251           |
| Джузеппе Сарагат           | 138           |
| Аминторе Фанфани           | 132           |
| Аугусто Де Марсаниш        | 40            |
| Джулио Пасторе             | 40            |
| Пустые бюллетени           | 26            |
| Отсутствующие бюллетени    | 7             |
| Недействительные бюллетени | 1             |

Ни один из кандидатов не набрал требуемого большинства, поэтому был назначен 8-й тур.

## 20 декабря 1964

### 8 тур
Присутствовало: 951, Голосовало: 803, Воздержались: 148.
Число голосов, необходимое для избрания: 482.
| Кандидат                   | Число голосов |
| -------------------------- | ------------- |
| Джованни Леоне             | 312           |
| Умберто Террачини          | 252           |
| Аминторе Фанфани           | 132           |
| Аугусто Де Марсаниш        | 38            |
| Джулио Пасторе             | 34            |
| Паоло Росси                | 34            |
| Пустые бюллетени           | 22            |
| Отсутствующие бюллетени    | 13            |
| Недействительные бюллетени | 1             |

Ни один из кандидатов не набрал требуемого большинства, поэтому был назначен 9-й тур.

## 21 декабря 1964

### 9 тур
Присутствовало: 937, Голосовало: 760, Воздержались: 177.
Число голосов, необходимое для избрания: 482.
| Кандидат                   | Число голосов |
| -------------------------- | ------------- |
| Джованни Леоне             | 305           |
| Умберто Террачини          | 250           |
| Аминторе Фанфани           | 128           |
| Джулио Пасторе             | 40            |
| Паоло Росси                | 16            |
| Пустые бюллетени           | 17            |
| Отсутствующие бюллетени    | 3             |
| Недействительные бюллетени | 1             |

Ни один из кандидатов не набрал требуемого большинства, поэтому был назначен 10-й тур.

### 10 тур
Присутствовало: 943, Голосовало: 853, Воздержались: 90.
Число голосов, необходимое для избрания: 482.
| Кандидат                   | Число голосов |
| -------------------------- | ------------- |
| Джованни Леоне             | 299           |
| Умберто Террачини          | 249           |
| Аминторе Фанфани           | 129           |
| Пьетро Ненни               | 96            |
| Джулио Пасторе             | 40            |
| Паоло Росси                | 20            |
| Пустые бюллетени           | 18            |
| Отсутствующие бюллетени    | 2             |
| Недействительные бюллетени | 0             |

Ни один из кандидатов не набрал требуемого большинства, поэтому был назначен 11-й тур.

## 22 декабря 1964

### 11 тур
Присутствовало: 944, Голосовало: 904, Воздержались: 40.
Число голосов, необходимое для избрания: 482.
| Кандидат                   | Число голосов |
| -------------------------- | ------------- |
| Джованни Леоне             | 382           |
| Умберто Террачини          | 252           |
| Пьетро Ненни               | 98            |
| Альчиде Малагуджини        | 36            |
| Аминторе Фанфани           | 17            |
| Паоло Росси                | 14            |
| Пустые бюллетени           | 100           |
| Отсутствующие бюллетени    | 4             |
| Недействительные бюллетени | 1             |

Ни один из кандидатов не набрал требуемого большинства, поэтому был назначен 12-й тур.

### 12 тур
Присутствовало: 945, Голосовало: 945, Воздержались: 0.
Число голосов, необходимое для избрания: 482.
| Кандидат                   | Число голосов |
| -------------------------- | ------------- |
| Джованни Леоне             | 401           |
| Умберто Террачини          | 250           |
| Пьетро Ненни               | 104           |
| Альчиде Малагуджини        | 35            |
| Людовико Монтини           | 7             |
| Джузеппе Сарагат           | 6             |
| Пустые бюллетени           | 120           |
| Отсутствующие бюллетени    | 18            |
| Недействительные бюллетени | 4             |

Ни один из кандидатов не набрал требуемого большинства, поэтому был назначен 13-й тур.

## 23 декабря 1964

### 13 тур
Присутствовало: 944, Голосовало: 944, Воздержались: 0.
Число голосов, необходимое для избрания: 482.
| Кандидат                   | Число голосов |
| -------------------------- | ------------- |
| Джованни Леоне             | 393           |
| Пьетро Ненни               | 351           |
| Альчиде Малагуджини        | 42            |
| Людовико Монтини           | 6             |
| Пустые бюллетени           | 129           |
| Отсутствующие бюллетени    | 17            |
| Недействительные бюллетени | 6             |

Ни один из кандидатов не набрал требуемого большинства, поэтому был назначен 14-й тур.

### 14 тур
Присутствовало: 942, Голосовало: 942, Воздержались: 0.
Число голосов, необходимое для избрания: 482.
| Кандидат                   | Число голосов |
| -------------------------- | ------------- |
| Джованни Леоне             | 406           |
| Пьетро Ненни               | 353           |
| Альчиде Малагуджини        | 40            |
| Джузеппе Сарагат           | 8             |
| Пустые бюллетени           | 120           |
| Отсутствующие бюллетени    | 14            |
| Недействительные бюллетени | 1             |

Ни один из кандидатов не набрал требуемого большинства, поэтому был назначен 15-й тур.

## 24 декабря 1964

### 15 тур
Присутствовало: 935, Голосовало: 935, Воздержались: 0.
Число голосов, необходимое для избрания: 482.
| Кандидат                   | Число голосов |
| -------------------------- | ------------- |
| Джованни Леоне             | 386           |
| Пьетро Ненни               | 348           |
| Альчиде Малагуджини        | 37            |
| Пустые бюллетени           | 152           |
| Отсутствующие бюллетени    | 10            |
| Недействительные бюллетени | 2             |

Ни один из кандидатов не набрал требуемого большинства, поэтому был назначен 16-й тур.

## 25 декабря 1964

### 16 тур
Присутствовало: 912, Голосовало: 544, Воздержались: 368.
Число голосов, необходимое для избрания: 482.
| Кандидат                   | Число голосов |
| -------------------------- | ------------- |
| Пьетро Ненни               | 349           |
| Аугусто Де Марсаниш        | 39            |
| Альчиде Малагуджини        | 36            |
| Пустые бюллетени           | 100           |
| Отсутствующие бюллетени    | 19            |
| Недействительные бюллетени | 1             |

Ни один из кандидатов не набрал требуемого большинства, поэтому был назначен 17-й тур.

## 26 декабря 1964

### 17 тур
Присутствовало: 921, Голосовало: 549, Воздержались: 372.
Число голосов, необходимое для избрания: 482.
| Кандидат                   | Число голосов |
| -------------------------- | ------------- |
| Пьетро Ненни               | 346           |
| Аугусто Де Марсаниш        | 40            |
| Альчиде Малагуджини        | 33            |
| Паоло Росси                | 10            |
| Джузеппе Сарагат           | 10            |
| Пустые бюллетени           | 103           |
| Отсутствующие бюллетени    | 9             |
| Недействительные бюллетени | 1             |

Ни один из кандидатов не набрал требуемого большинства, поэтому был назначен 18-й тур.

### 18 тур
Присутствовало: 939, Голосовало: 939, Воздержались: 0.
Число голосов, необходимое для избрания: 482.
| Кандидат                   | Число голосов |
| -------------------------- | ------------- |
| Пьетро Ненни               | 380           |
| Джузеппе Сарагат           | 311           |
| Гаэтано Мартино            | 60            |
| Аугусто Де Марсаниш        | 40            |
| Аминторе Фанфани           | 13            |
| Паоло Росси                | 13            |
| Джованни Леоне             | 7             |
| Пустые бюллетени           | 106           |
| Отсутствующие бюллетени    | 4             |
| Недействительные бюллетени | 5             |

Ни один из кандидатов не набрал требуемого большинства, поэтому был назначен 19-й тур.

## 27 декабря 1964

### 19 тур
Присутствовало: 936, Голосовало: 936, Воздержались: 0.
Число голосов, необходимое для избрания: 482.
| Кандидат                   | Число голосов |
| -------------------------- | ------------- |
| Пьетро Ненни               | 377           |
| Джузеппе Сарагат           | 342           |
| Гаэтано Мартино            | 63            |
| Аугусто Де Марсаниш        | 39            |
| Аминторе Фанфани           | 10            |
| Паоло Росси                | 8             |
| Пустые бюллетени           | 86            |
| Отсутствующие бюллетени    | 10            |
| Недействительные бюллетени | 1             |

Ни один из кандидатов не набрал требуемого большинства, поэтому был назначен 20-й тур.

## 28 декабря 1964

### 20 тур
Присутствовало: 932, Голосовало: 932, Воздержались: 0.
Число голосов, необходимое для избрания: 482.
| Кандидат                   | Число голосов |
| -------------------------- | ------------- |
| Пьетро Ненни               | 385           |
| Джузеппе Сарагат           | 323           |
| Гаэтано Мартино            | 59            |
| Аугусто Де Марсаниш        | 40            |
| Аминторе Фанфани           | 7             |
| Паоло Росси                | 7             |
| Пустые бюллетени           | 100           |
| Отсутствующие бюллетени    | 11            |
| Недействительные бюллетени | 0             |

Ни один из кандидатов не набрал требуемого большинства, поэтому был назначен 21-й тур.

### 21 тур
Присутствовало: 937, Голосовало: 927, Воздержались: 10.
Число голосов, необходимое для избрания: 482.
| Кандидат                   | Число голосов |
| -------------------------- | ------------- |
| Джузеппе Сарагат           | 646           |
| Гаэтано Мартино            | 56            |
| Аугусто Де Марсаниш        | 40            |
| Паоло Росси                | 7             |
| Пустые бюллетени           | 150           |
| Отсутствующие бюллетени    | 24            |
| Недействительные бюллетени | 4             |

Итог: Джузеппе Сарагат избран президентом Итальянской республики.